# AS Kpéténé Star
AS Kpéténé Star is een Centraal-Afrikaanse voetbalclub uit de hoofdstad Bangui. Ze spelen in de Première Division, de nationale voetbalcompetitie van het land.